# Liptau
Die Liptau (slowakisch Liptov, ungarisch Liptó, lateinisch Liptovium, polnisch Liptów) ist eine Region in der nördlichen Slowakei, deren Name von der Hauptburg des Gebiets, der Liptauer Burg, abgeleitet ist. Von ihr abgeleitet ist der Name des ehemaligen ungarischen Komitats Liptau.

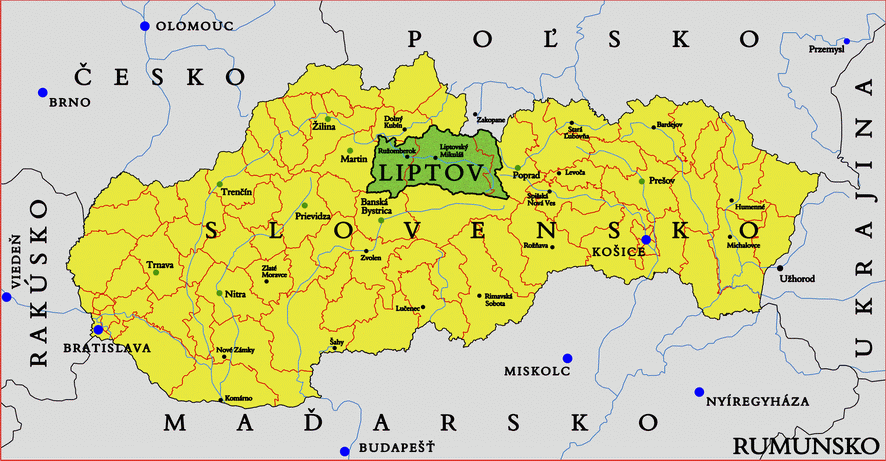
Lage der Liptau in der Slowakei

Das Gebiet liegt in der heutigen Mittelslowakei, der slowakische Name Liptov wird als inoffizielle Bezeichnung für dieses Gebiet und als offizielle Bezeichnung einer Tourismusregion verwendet.
Die Tourismusregion Liptau (slowakisch Liptovský región cestovného ruchu) erstreckt sich über die Bezirke:
- Liptovský Mikuláš (Sankt Nikolaus in der Liptau)
- Ružomberok (Rosenberg)

Nach der Region benannt ist der Brotaufstrich Liptauer.

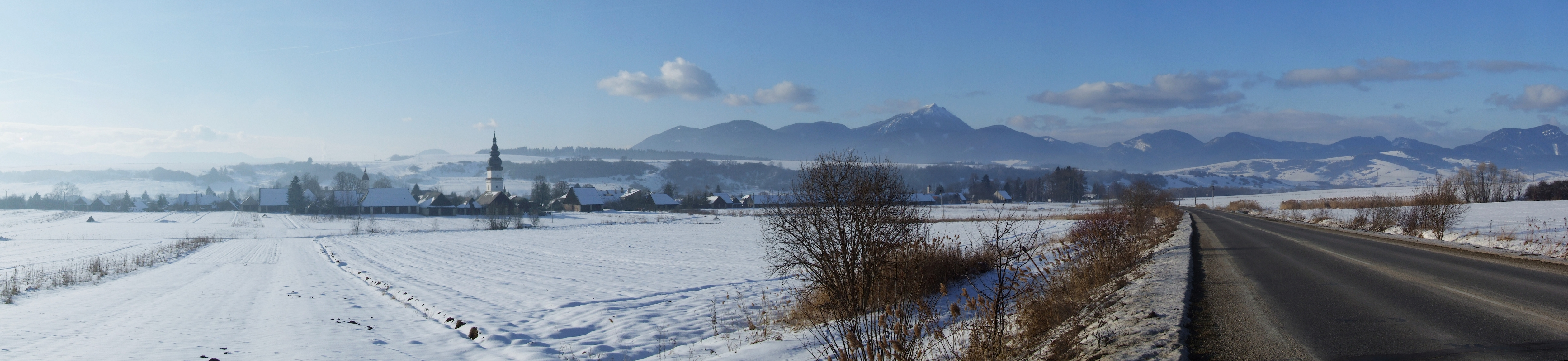
Panorama der Liptau im Winter. Auf der linken Seite befindet sich das Dorf Partizánska Ľupča (Deutschliptsch).